# Marcos

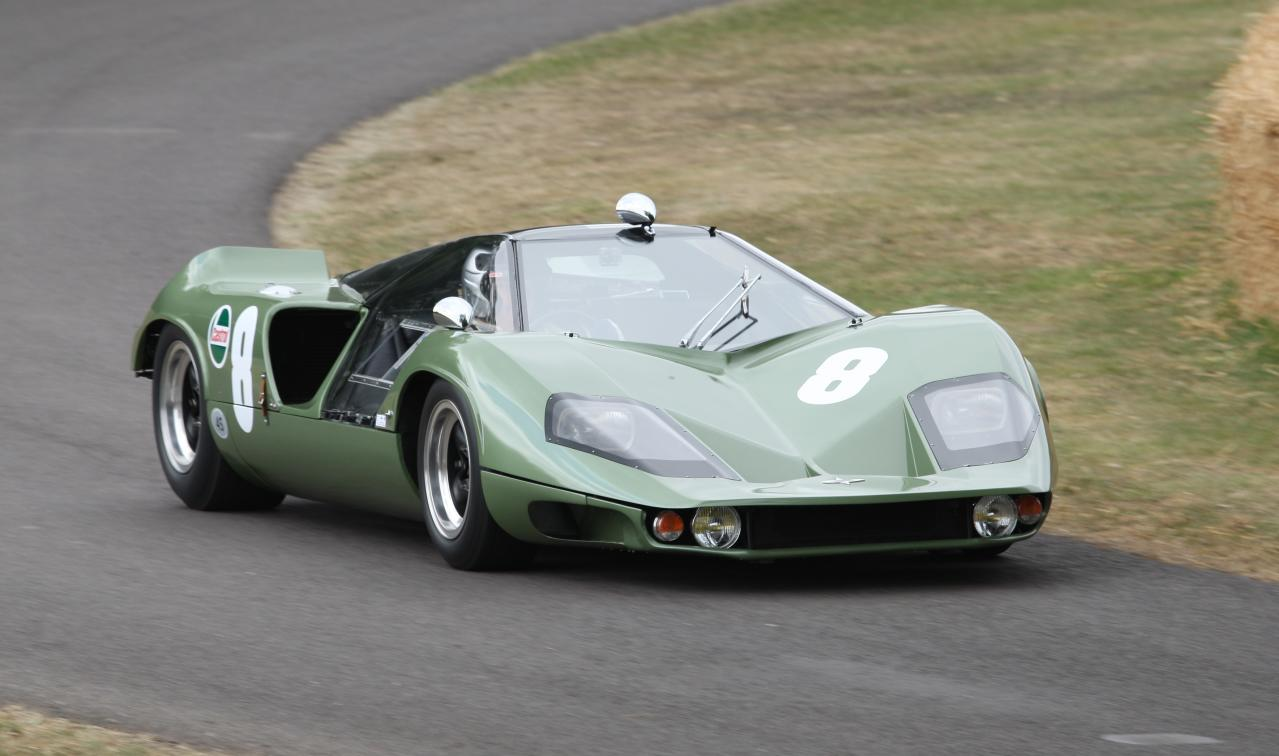
Marcos Mantis XP

Marcos — британский автопроизводитель, выпускавший спортивные автомобили в период с 1959 по 2007 год. Название фирмы было образовано из первых букв фамилий соучредителей. Полное наименование компании — Marcos Engineering Ltd.

## История компании
Компания Marcos Engineering Ltd. была основана в городе Лутон, Бедфордшир, Англия, в 1959 году Джемом Маршем и Фрэнком Костином. В 1963 году производство было перенесено на завод в Брадфорд-он-Эйвон, графство Уилтшир. Год спустя публике была представлена модель Marcos 1800 GT. В 1971 году производство было перенесено снова — на этот раз на специально построенном заводе под Вестбери. Проблемы с экспортом автомобилей в США и переезд компании на новое место привели к финансовым проблемам в 1970 и в 1971 году.
В июле 1971 года сменились владельцы компании и её название на Marcos Ltd.
В 1976 году Джем Марш выкупил права на бренд Marcos, а в 1981 году Marcos представил купе Marcos V6, который позднее продавался в виде кит-кара.
Marcos разорился еще раз в 2000 году, но благодаря канадским инвесторам и американскому бизнесмену Тони Стеллига производство было запущено вновь в 2002 году. Производство гоночных автомобилей Marcos было перенесено в Нидерланды в то время как производство дорожных автомобилей переехало в Кенилворт, Уорикшир, Англия. К 2005 году большинство дизайнеров из обанкротившейся TVR присоединились к Marcos.
9 октября 2007 было объявлено, что Marcos прекратит производство автомобилей и перейдёт к добровольной ликвидации.
Marcos выполнит существующие заказы на свою модель TSO GT прежде, чем активы компании будут распроданы и фабрика будет закрыта.

## История автомобилей Marcos

### Marcos 1000GT, Marcos Luton Gullwing; Marcos Fastback GT, Marcos 1800 GT
Первый автомобиль компании — Marcos GT Xylon был представлен в 1960 году и имел довольно странный вид. Для запуска в производство, дизайн был переработан, но сохранил один из исходных элементов концепта — двери типа «крыло чайки». Он был оснащен двигателем Ford, объёмом 997см³ до 1498см³. Тридцать девять единиц Marcos GT были произведены до 1963 года.
В 1961 году братья Деннис Адамс и Питер Адамс начали работать с Marcos, и они внесли ряд изменений в первоначальный проект, так что Marcos Luton Gullwing был преобразован в Marcos Fastback GT и позднее был показан на London Racing Car Show в 1963 году.
В 1964 году был представлен Marcos 1800 GT.

### Marcos Mantis
В 1968 году вышли две модели — Marcos Mantis XP и Marcos Mantis M70. Marcos Mantis XP — спортивный прототип, имеющий агрессивный внешний вид, оснащённый двигателем BRM-Repco V8. Всего был выпущен один экземпляр, участвующий в 1000-километровой гонке в Спа в 1968 году.
Другая модель — купе, посадочной формулы 2+2, Mantis M70, оснащенное двигателем V6, объёмом 2,5 литра, но дизайн автомобиля был довольно холодно принят публикой, и всего было продано лишь 32 экземпляра этой модели.

### Marcos TSO
Marcos TSO был запущен в производство в 2004 году. Двигатель Chevrolet V8 развивал 355 л.с. или 400 л.с. в зависимости от модификации. Компоненты автомобиля были разработаны в Англии и его шасси разрабатывалось фирмой Prodrive.
Также в 2004 году 5,7-литровый Chevrolet Corvette (LS1) V8 GT TSO был объявлен, но только для австралийского рынка. Она была присоединена в 2005 году GT2 для европейского рынка.
В 2006 году Marcos представил TSO GTC — модифицированную версию модели TSO со спортивной подвеской, спортивными тормозами и задний диффузором. С заводским пакетом Performance Pack, TSO GTC разгоняется до 60 миль/ч (97 км/ч) за 4,1 секунды и до 100 миль/ч (160 км/ч) за 8,5 секунд. Максимальная скорость TSO GTC свыше 185 миль/ч (298 км/ч).